# Gregolry Panizo
Gregolry Panizo (n. Maringá, Brasil 12 de mayo de 1985) es un ciclista brasileño que corre por el equipo Clube DataRo de Ciclismo-Bottecchia.
Defendiendo al Club DataRo-Ponta Grossa, en 2007 venció en 2 etapas del Tour de Santa Catarina culminando 2º en la clasificación general.
Ganó la Volta do Estado de São Paulo en 2008 y repitiió la victoria en 2010.
Con su selección nacional obtuvo la medalla de oro en el Campeonato Panamericano de Ciclismo en Ruta de 2011, disputados en Medellín. En esa temporada 2011, además culminó 2º en el UCI America Tour detrás del venezolano Miguel Ubeto.
Para la temporada 2012, pasó a defender al equipo Funvic-Pindamonhangaba.

## Palmarés
2007
- 2 etapas del Tour de Santa Catarina

2008
- Vuelta del Estado de San Pablo

2010
- Tour de Brasil/Vuelta del Estado de San Pablo, más 1 etapa

2011
- 1º en el Campeonato Panamericano de Ciclismo en Ruta
- 2.º en el UCI America Tour

2012
- 1 etapa de la Vuelta a Guatemala

2013
- 1 etapa del Tour de Río

2014
- Giro del Interior de San Pablo